# Vital-Justin Grandin
Pour les articles homonymes, voir Grandin.
 (juin 2021).
Vital-Justin Grandin, (8 février 1829, Saint-Pierre-sur-Orthe - 3 juin 1902, Saint-Albert en Alberta), est un missionnaire français des Oblats de Marie-Immaculée, qui fut le premier évêque du diocèse de Saint-Albert au Canada. Il est arrivé au Canada en 1854.

## Missionnaire
Vital-Justin Grandin fut un missionnaire au Canada au XIXe siècle. Il a été nommé évêque coadjuteur du diocèse de Saint-Boniface au Manitoba, alors qu'il n'était âgé que de 28 ans. Il fut également nommé évêque titulaire du diocèse de Satala-en-Arménie (de).

## Itinéraire
Fils de Jean Grandin et de Marie Veillard, aubergistes et agriculteurs, il a passé la plus grande partie de son enfance à Aron. L'enfant venait d'avoir deux ans quand ses parents furent contraints de quitter Saint-Pierre-sur-Orthe.

## Séminariste
Neuvième enfant de la famille, à neuf ans, une fois sa communion solennelle faite (très en avance à cause de ses dons), le jeune Vital-Justin devient bicard, gardien de moutons chez son oncle pendant quatre ans. Mais, à treize ans, aidé par l'abbé de la paroisse d'Aron, puis, pris en charge par son frère aîné, futur prêtre, il entame des études fort chaotiques. Sa mauvaise santé l'empêche de suivre normalement. C'est ce jeune adolescent fragile et malingre, qui, plus tard, vivra sous les tipis indiens, arpentera dans le froid intense et assailli de moustiques, les pistes des trappeurs.
Sur ses instances, Jean, son aîné qui était au Séminaire du Mans, et l'abbé Alexandre-Léopold Sebaux, secrétaire de Mgr Bouvier, lui procurèrent le moyen d'entrer au petit séminaire de Précigné dans l’intention de devenir prêtre séculier, où malgré de longues stations à l'infirmerie et des vacances forcées, il fit de sérieuses études. En 1850, il décida d’être missionnaire et, bien qu’il ait été affligé d’un zézaiement prononcé, d’une santé fragile et qu’il n’ait pas fait toutes les études nécessaires, il entra au grand séminaire du Mans.
Après une année passée au grand séminaire du Mans, il entrait le 21 septembre 1851 aux Missions-Étrangères, à Paris, mais il fut reconnu inapte aux missions d'Orient à cause d'un défaut de langue qui l'empêcherait, disait-on, de parler les langues orientales et le ferait toujours reconnaître en temps de persécution. Sans se décourager l'abbé se présente à Notre-Dame-de-l'Osier dans le diocèse de Grenoble, noviciat des Oblats de Marie-Immaculée.
Après deux ans d'études théologiques, il est ordonné prêtre par Mgr Eugène de Mazenod, 14 janvier 1853. En mai 1854, Mazenod décida d’envoyer Grandin dans le nord-ouest de l’Amérique parce qu’il était le seul à s’être porté volontaire. Il abordait le 24 juin 1854 au Canada où il devait se dépenser sans ménagement pendant plus de cinquante ans, alors que le médecin annonçait qu'il ne supporterait pas même la première traversée. Mgr Alexandre-Antonin Taché le reçut le 2 novembre 1854 à Saint-Boniface (Manitoba), chef-lieu d'un diocèse grand comme l'Europe, desservi par douze missionnaires.

## L'arrivée au Canada
Après un an d'étude des langues autochtones, le père Grandin part au mois de juin 1855 pour la Mission de la Nativité sur le lac Athabaska au fort Chipewyan (Fort Chipewyan, Alberta). C'est un voyage de 700 lieues, au terme quel il trouve le Père Henri Faraud et le frère Alexis Reynard, qui l'accueillent dans une hutte en bois mal close. Pas plus que les autres oblats français, dont son prédécesseur Pierre Henri Grollier, il n’avait reçu de formation spéciale au séminaire en vue de sa mission auprès des populations autochtones. Aussi dut-il acquérir les connaissances nécessaires et apprendre les langues amérindiennes sur place.
Le jeune missionnaire évangélise les Montagnais, qui, malgré leur dégradation profonde, ne peuvent taire leur admiration pour le bon Père et leur confiance dans le Dieu qu'il sert. Ses supérieurs n'en jugèrent pas autrement. Mgr Taché, dès 1857, divisait en sa faveur son immense diocèse.
En septembre 1857, Grandin quitta le fort Chipewyan pour Île-à-la-Crosse (Saskatchewan), où il adopta deux jeunes orphelins. Il espérait les instruire et constituer ainsi le noyau d’un clergé autochtone. L’année précédente, l’évêque de Saint-Boniface, Mgr Taché, avait fait des représentations en vue de la nomination d’un coadjuteur avec droit de succession.

## Premier retour en France
Le 11 décembre 1857, Pie IX signa les bulles qui nommaient Grandin évêque du diocèse de Satala-en-Arménie (de) in partibus infidelium et coadjuteur de Saint-Boniface résidant à Île-à-la-Crosse.
Il arrivait à Marseille le 3 novembre 1859, Mgr de Mazenod voulant le consacrer lui-même. Il le fit le 30 novembre. Mgr Grandin prit pour armes un roseau penché sur la croix, et pour devise Infirma mundi elegit Deus. Il vint aussi au Petit-Séminaire de Mayenne, ou M. Gendry, professeur de sciences, lui infligea l'affront de photographies invraisemblables qui se vendaient comme du pain.

## Retour dans le Grand Nord
Après quelques mois donnés à sa famille et à ses amis, l'évêque repartait pour ses glaces de l'Ile-à-la-Crosse, y arrivait le 4 octobre 1860. Une fois de retour à Île-à-la-Crosse, Grandin reçut la visite de Taché, avec qui il discuta de la possibilité d’ériger, dans le bassin du Mackenzie, un vicariat gouverné par un évêque résidant afin de freiner l’avance des anglicans dans cette région.
En attendant que cet évêque soit nommé, Grandin entreprit une longue tournée des missions nordiques en juin 1861 afin de jeter les bases du futur vicariat. Le 2 juin 1861, il entreprenait un voyage dans son immense diocèse qui s'étendait jusqu'au 66e degré de latitude nord, habité par ses Montagnais
Au Canada, comme un véritable homme des bois, il abat du bois, il chasse, il pêche, il arpente les glaces, risque sa vie sur les lacs gelés, dans les portages, allant de village en village pour évangéliser les indiens.
C'est au cours de ce voyage qu’il choisit un emplacement stratégique pour la mission de Providence (Fort Providence, Territoires du Nord-Ouest), et suggéra que le nouvel évêque y réside. En outre, il visita les missions des forts Simpson, Liard, Good Hope, Norman et Rae (Old Fort Rae).

## Un évêque pouilleux
Pendant cette longue tournée qui s’acheva par son retour à Île-à-la-Crosse en août 1864, il apprit avec désarroi qu’il pourrait être nommé titulaire du nouveau vicariat. D’un naturel timide et hésitant, il souleva des objections à sa candidature, bien que les missionnaires du Nord l’aient appuyée, et fit valoir que son collègue Henri Faraud était plus qualifié que lui. C’est donc avec soulagement qu’il apprit, à son arrivée à Île-à-la-Crosse, que Faraud avait été nommé vicaire apostolique d’Athabasca-Mackenzie le 13 mai 1862.
Rentré à l'Ile-à-la-Crosse au mois d'août 1864, l'évêque ouvre un chemin pour le ravitaillement de ses missions à travers la forêt de Calton, par le Lac-Vert, travail de géant accompli avec l'aide des métis et des indiens. Il va ensuite visiter les Pères Moulin et Gasté, ce dernier Mayennais, à l'extrémité du lac Caribou, où il arrive mourant de faim. Le 1er mars 1867, lui présent, un incendie réduit en cendres son établissement de l'Ile-à-la-Crosse. Un instant atterré, il se relève, part et fait 300 lieues pour aller raconter ce désastre à Mgr Tasché. Une lettre qu'il y trouve l'invite au chapitre général de la congrégation. C'est pour lui une occasion de solliciter des secours. Sa voix et sa vue plus éloquente encore provoquent la charité.
Louis Veuillot écrit en sa faveur cet article Un évêque pouilleux qui est un de ses chefs-d'œuvre. En s'embarquant à Brest, l'évêque emmenait ce qui valait mieux à tous les secours en argent, une phalange de 9 missionnaires ; il assista au quatrième concile de Québec où il fut définitivement érigé son nouveau diocèse de Saint-Albert dont le territoire avait 1 670 kilomètres en longueur et 715 kilomètres en largeur, deux fois la superficie de la France. Une épidémie de petite vérole qui enleva plus de 3 000 indiens, attrista son installation à Saint-Albert, mais donna un nouvel aliment à son zèle qu'admirent même les protestants. Le Père Lacombe, un de ses missionnaires, entreprend avec succès l'évangélisation des Cris de la Prairie.

## De retour en France
L'évêque, soucieux des intérêts généraux de l'Église envoie au Pape son adhésion aux définitions du concile du Vatican, et proteste contre l'évacuation de Rome par la France ; il fonde au Canada l'œuvre des écoles du Nord-Ouest qu'on lui conseilla de ne pas poursuivre pour ne pas nuire à la Propagation de la foi et à la Sainte-Enfance. Un nouveau voyage en France pour le chapitre général des Oblats, lui permet de prêter un secours efficace à l'œuvre de la Propagation de la foi pour laquelle il prêche en vingt-trois cathédrales avec succès.
Au mois de mai 1874, il repartait avec dix-sept nouveaux missionnaires. Au bout de deux ans, une otite extrêmement douloureuse contractée en couchant sur la terre humide, le force de venir à Paris chercher un soulagement. Il travaille quand même, refuse le titre d'auxiliaire de l'évêque de Laval qui lui est offert, et s'embarque de nouveau avant sa guérison complète, le 20 novembre 1879. À peine arrivé, il visite l'est et le sud de son diocèse et fonde une nouvelle mission sous le vocable de Notre-Dame de Pontmain.

## Les actions
L'expulsion des religieux français, les effets souvent désastreux de l'invasion de ses régions jusque-là inaccessibles par les industries, les bateaux à vapeur, les chemins de fer qui lui font présager l'extermination des Amérindiens, ne sont pas sans l'attrister. Le père Lacombe sut contenir ses tribus de Cris qui ne parlaient de rien moins que de massacrer les ouvriers du Canadien Pacifique.
Mais le pays est envahi par un peuple d'immigrants, souvent peu recommandables, les villes et les villages surgissent comme par enchantement ; l'immense territoire est arpenté et 64 hectares sont concédés aux arrivants pour un droit de 50 francs. Les Indiens, refoulés dans leurs réserves qu'ils ne savaient pas cultiver, perdirent leurs terrains de chasse et gagnèrent quelques vices nouveaux. Les ministres protestants arrivent maintenant sans crainte, et fondent des écoles où ils veulent de force attirer les enfants catholiques. Mgr Grandin s'indigne, écrit au ministre britannique une lettre virulente, obtient la promesse d'une enquête qui reste dans effet ; mais part pour Ottawa plaider lui-même la cause de ses ouailles. Il fut au moins encouragé par les évêques réunis à Québec le 1er janvier 1883 qui appuyèrent ses revendications, recommandèrent aux fidèles les écoles du Nord-Ouest, et ordonnèrent une quête qui produisit 6 648 piastres. Le gouvernement promit la possession légale des terres que les missionnaires avaient défrichées. Grâce à ces secours, l'évêque ajouta aux anciennes écoles tenues pour les Indiens par les Sœurs grises, des écoles supérieures qu'il confia aux Fidèles compagnes de Jésus, mai 1883.
La révolte des Métis en 1885 amena de nouveaux désastres : deux missionnaires en furent les généreuses victimes ; Mgr Grandin plaida la cause des vaincus auprès du gouvernement et alla aux États-Unis quêter pour réparer les ruines et mendier le pain de ses enfants.
1886-1890, nouveau voyage en Europe pour le chapitre général, retour pour assister au concile de Saint-Boniface, où la division de son diocèse est décidée. La partie Ouest qu'on lui laisse est grande comme la France. Le 17 mars 1890, il ordonne prêtre un enfant du pays, Nunc dimittis servum tuum in pace, écrit-il dans son journal.
En 1892, l'évêque par la plume du Père Leduc, écrit sous le titre Hostilité démasquée, une lettre énergique contre le projet gouvernemental qui soumettait les écoles catholiques à un conseil en majorité protestant et interdisait l'usage de la langue française dans les classes. On lui accorde au moins dans la pratique quelques adoucissements, et lui se met à l'œuvre pour donner l'exemple du travail et mettre le district en culture. Une nouvelle infirmité qui ne pouvait être guérie qu'à Paris, le ramène en France ; parti le 19 janvier 1893, il est opéré le 24 février; reprend, à peine convalescent, ses courses d'évêque quêteur en France et en Belgique et rentre pour administrer Mgr Tasché, évêque de Saint-Boniface, auquel il refuse de succéder, ne voulant, dit-il, d'autre translation que celle du ciel.
Lui-même épuisé obtient un coadjuteur dans le Père Legal, sacré le 17 juin 1897. Il put encore bénir le 6 octobre 1900 son petit séminaire où il prit la chaire de professeur d'histoire ecclésiastique, et poser la première pierre d'une cathédrale de style byzantin qui devait avoir 180 pieds de long et 72 pieds de large. Depuis lors, il ne fit plus que languir, et prier, mais avec une résignation sublime.

## Mort
L'évêque Vital-Justin Grandin, « ce poitrinaire qui crachait le sang » avait structuré son territoire. Il se retrouve premier, titulaire d'un diocèse créé pratiquement pour lui, celui de Saint-Albert, plus grand que la France.
Y vivent des tribus de Cris, des Pieds-Noirs, des Montagnais et des Assiniboines, des métis au bord des lacs et des rivières et une infime minorité de blancs. Cinq missions, huit prêtres, quelques frères et religieuses, face à une immigration cosmopolite et pas toujours de premier choix.
C'est là-bas que le 3 juin 1902, il meurt. Ses funérailles ont lieu le 10 juin. Il est alors inhumé dans la deuxième cathédrale de Saint-Albert puis son corps est transféré le 19 mars 1906 dans la crypte de la cathédrale d'Edmonton. Depuis, il a été enterré au cimetière catholique Saint-Albert d'Edmonton,.
Des démarches ont été enregistrées au Canada pour obtenir sa béatification dès 1929. Le 24 février 1937, le décret d'Introduction de la Cause en cours de Rome, est publié et, le 23 août 1938, à Saint-Albert, a lieu la reconnaissance officielle des restes sacrés. En mai 1957, une réunion de préparation à la Cause est organisée et, en décembre, le cardinal-préfet de la Sacrée congrégation des rites, apporte son approbation à sa poursuite. Son diocèse de Saint-Albert qu'il avait inauguré avec 7 stations desservies par 8 prêtres, avait 32 stations et 46 missionnaires; des orphelinats, des écoles et un hôpital, en 1886. À sa mort, l'état du Sud-Ouest, qui n'avait en 1846 qu'un évêque et six prêtres, comptait 8 évêques, 300 prêtres, 408 églises, 136 écoles et plusieurs hôpitaux.

## Hommage
En 1966, il a été déclaré vénérable par la Congrégation pour les causes des Saints.

### Canada

#### Toponymie
- Quartier Grandin à Saint-Albert
- Ville de Saint-Laurent de Grandin en Saskatchewan

#### Transport
- Station Grandin du réseau Edmonton Light Rail Transit. Notons que le conseil municipal de la ville d'Edmonton a décidé de renommer cette station et de couvrir la murale dédiée à cet évêque en raison du scandale lié aux Pensionnats pour Autochtones au Canada[12].

#### Voirie
- Boulevard Bishop Grandin à Winnipeg. Notons que le conseil municipal de la ville de Winnipeg a décidé de renommer cette voie « Boulevard Abinojii Mikanah », qui veut dire « rue d’enfants » en ojibwé, en raison du scandale lié aux Pensionnats pour Autochtones au Canada[13].
- Chemin Grandin à Saint-Albert

### France
Quelques lieux honorent sa mémoire en particulier dans le département de la Mayenne en France.

#### Vimartin-sur-Orthe
Grandin a laissé sa trace dans la commune de Vimartin-sur-Orthe. 
Originaire du secteur et ancienne commune de Saint-Pierre-sur-Orthe, les fonts baptismaux de l'église Saint-Pierre gardent la mémoire de la date de son baptême par une plaque apposée sur le mur. Également, il y a la rue Mgr Grandin. 
Dans le secteur Saint-Martin-de-Connée, une voute du chœur de la chapelle du Chêne le représente agenouillé dans une fresque. Grandin avait présidé le pèlerinage régionale à la chapelle le 17 octobre 1878 en présence d'environ 5000 fidèles.

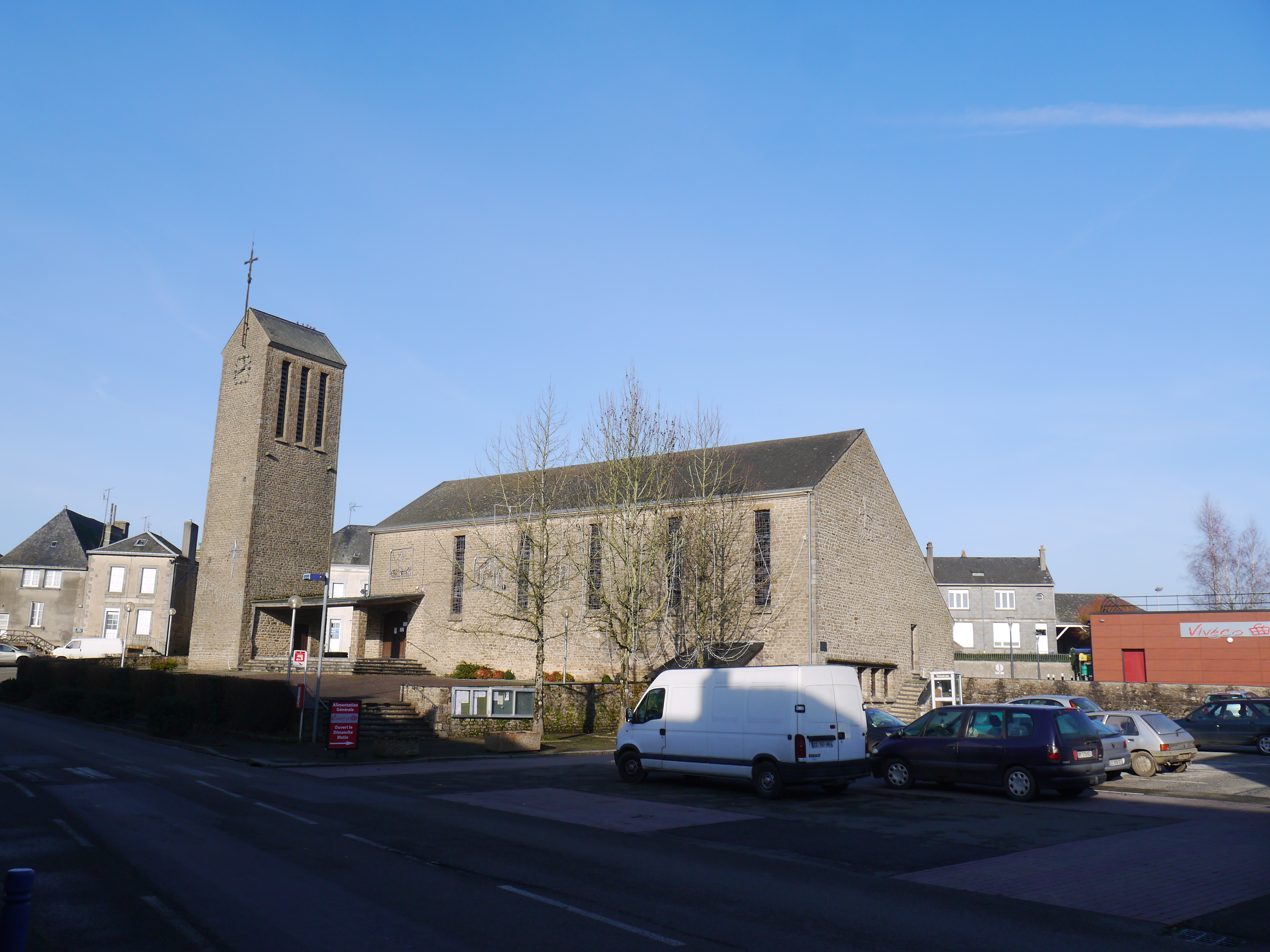
La place Vital-Grandin à Aron.

#### Aron
En 1959, à Aron, de grandes fêtes avaient eu lieu pour fêter le centenaire de son sacre épiscopal. Aujourd'hui, dans l'église toute neuve construite à Aron après la destruction de l'ancienne sous les bombardements, rien ne marque officiellement le passé aronais de l'évêque du Grand Nord Canadien. Toutefois, sur les affiches à l'entrée du sanctuaire, le lien spirituel demeure : l'évangélisation du monde figure à l'ordre du jour. La place de l'église, à Aron, porte son nom.